# Nefertari (żona Totmesa IV)
Nefertari – Wielka małżonka królewska faraona Totmesa IV.
Jej pochodzenie nie jest znane, podobnie jak jej pozycja społeczna. Istnieje kilka przedstawień jej teściowej, królowej matki Tii towarzyszącej swojemu synowi Tutmozisowi w pozie zastrzeżonej dla bogów i wymieniają one Nefertari jako małżonkę Toutmozisa. W siódmym roku jego panowania Wielką Małżonką Królewską była już jego siostra Jaret, więc Nefertari musiała umrzeć lub zejść ze sceny dziejowej, kiedy Jaret została żoną swojego brata.
Została przedstawiona na bazaltowej steli znalezionej w Gizie wraz ze swoim mężem i bogami. Istnieje również stela odnaleziona w świątyni w Luksorze, na której wymienia się ją wraz z mężem, następcą tronu i bogami. Nie wiadomo czy miała jakieś dzieci, jedyny syn Tutmozisa IV, Amenhotep III, był jego dzieckiem ze związku z nałożnicą o imieniu Mutemuja.